# Evangelisk Luthersk Mission
Evangelisk Luthersk Missionsforening (ELM) er en folkekirkelig bevægelse i Danmark som arbejder med mission og opbyggelige møder for børn, unge og voksne. Organisationen sætter Jesus Kristus som centrum for liv og forkyndelse. Foreningen har lokalkredse i bl.a. Skjern, på Bornholm, København, Århus og Tange, og det primære arbejde er baseret på friviligt fritidsarbejde. Desuden knytter Hedemølle Efterskole sig til foreningen og støttes af foreningens medlemmer.